# Schlacht um Kanton (1857)
1. Kanton – French Folly Fort – Humen – Barrier Forts – Fort Macao – Escape Creek – Fatshan Creek – 2. Kanton – 1. Taku-Forts – 2. Taku-Forts – 3. Taku-Forts – Zhangjiawan – Baliqiao

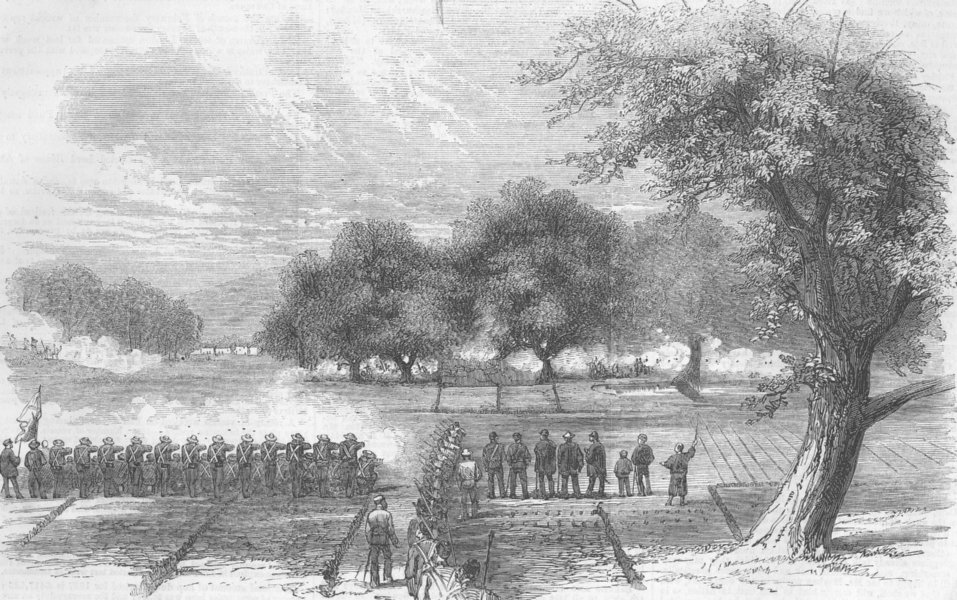
Die Übernahme von Sai-Lau, 1858

Die Schlacht um Kanton wurde während des Zweiten Opiumkriegs vom 28. bis zum 31. Dezember 1857 von einer Koalition aus britischen und französischen Truppen gegen das Kaiserreich China ausgetragen.

## Verzögerung der Kampfhandlungen
Obwohl die British Royal Navy nahezu alle chinesischen Dschunken während des Sommers zerstört hatte, wurde ein Angriff auf Kanton durch den Indischen Aufstand von 1857 verzögert. Die britischen und französischen Truppen kundschafteten die Stadt am 22. Dezember 1857 aus.

## Verlauf der Kampfhandlungen
Der Kampf begann mit einer Bombardierung der Stadt durch die Marineeinheiten am 28. Dezember, dem die Eroberung von Lin’s Fort auf One Mile Island folgte. Am nächsten Tag landeten die Angreifer am Kupar Creek im Südosten der Stadt. Die Chinesen gingen davon aus, dass die angreifenden Truppen versuchen würden, den Magazine Hill zu erobern, bevor sie die Stadtmauern erklommen. Tatsächlich jedoch kletterten französische Truppen im Anschluss an ein weiteres Bombardement der Stadt am Morgen des 29. Dezember 1857 um 9 Uhr morgens auf die Stadtmauer und stießen nur auf wenig Widerstand. Mehr als 4.700 britische und indische sowie 950 französische Soldaten erklommen die Stadtmauern. 13 Briten und zwei Franzosen starben dabei. Die Stadtmauern hielten sie eine ganze Woche lang besetzt, und am 5. Januar 1858 zogen die Truppen weiter in die Straßen der Stadt. Einige Berichte schätzen, dass zehntausende Chinesen getötet oder gefangen genommen und etwa 30.000 Häuser niedergebrannt wurden, während andere Quellen die Verluste auf chinesischer Seite mit 450 Soldaten und 200 Zivilisten angeben.

## Ende der Kampfhandlungen
Der hochrangige Politiker Ye Mingchen wurde gefangen genommen und nach Kalkutta gebracht, wo er ein Jahr später starb. Sobald die Briten und Franzosen die Stadt besetzt hatten, richteten sie eine gemeinsame Regierungskommission ein. Die Chinesen wollten eine Wiederholung der Schlacht um Peking vermeiden, und so wurde am 26. Juni 1858 der Vertrag von Tianjin unterzeichnet, der den Zweiten Opiumkrieg beendete.